# Christian Friedrich Daniel Schubart
Christian Friedrich Daniel Schubart (ur. 24 marca 1739 w Obersontheim, zm. 10 października 1791 w Stuttgarcie) – niemiecki poeta, kompozytor, dziennikarz.

## Życiorys
Już jako dziecko przejawiał talenty muzyczne i poetyckie. Kształcił się w Nördlingen i Norymberdze, muzyki uczył się u swojego ojca oraz u Georga Wilhelma Grubera. Zgodnie z wolą rodziców studiował teologię na Uniwersytecie w Erlangen (1758–1760), jednak studiów nie ukończył. W latach 1763–1769 pełnił funkcję organisty w Geisslingen, następnie w latach 1769–1773 był organistą, klawesynistą i nauczycielem muzyki na dworze księcia wirtemberskiego w Ludwigsburgu. W 1773 roku został wygnany z Wirtembergii pod zarzutem rozwiązłego stylu życia. Od 1774 roku wydawał w Augsburgu, a od 1775 roku w Ulm czasopismo Deutsche Chronik, poświęcone tematyce muzycznej, literackiej i politycznej, na łamach którego publikował własne wiersze, anegdoty i polemiki społeczne. Krytykował Kościół katolicki oraz monarchię. W 1777 roku został uwięziony z rozkazu księcia Karola Eugeniusza i spędził 10 lat w twierdzy Hohenasperg. Podczas uwięzienia pisał i komponował, jako więzień z Hohenasperg stał się symbolem walki z tyranią. Po zwolnieniu z twierdzy został nadwornym poetą księcia Wirtembergii, redagował też czasopisma Vaterlandchronik (1788–1789) i Chronik (1790–1791).

## Twórczość
Należał do czołowych poetów okresu Sturm und Drang. Był autorem popularnych pieśni, w większości pisanych do własnych tekstów. Po wiersze Schubarta sięgali później także inni kompozytorzy, w tym m.in. Franz Schubert (Die Forelle i An mein Klavier). Pieśni Schubarta, inspirowane twórczością ludową i utrzymane w formie zwrotkowej, opowiadają o życiu chłopów, rzemieślników i żołnierzy. Przeciwstawiając się modnemu wówczas stylowi galant, stanowią już zapowiedź romantyzmu.
Był autorem napisanej podczas pobytu w twierdzy autobiografii Leben und Gesinnungen, von ihm selbst im Kerker aufgesetzt (wyd. Stuttgart 1791–1793) oraz traktatu Ideen zu einer Ästhetik der Tonkunst (wyd. Wiedeń 1806).